# Microcachrys tetragona
Microcachrys tetragona ist die einzige Pflanzenart der monotypischen Gattung Microcachrys aus der Familie der Steineibengewächse (Podocarpaceae).

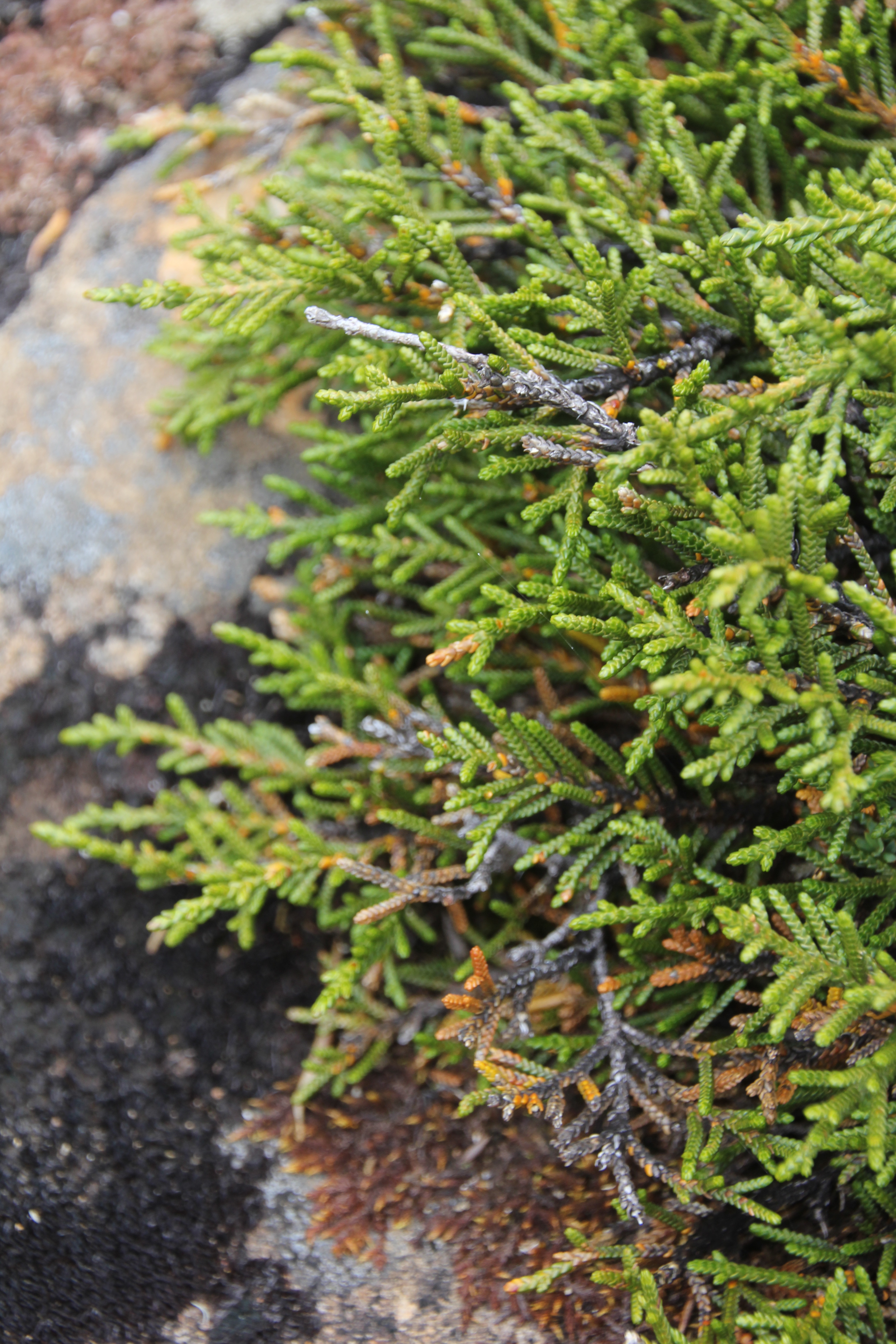
Microcachrys tetragona

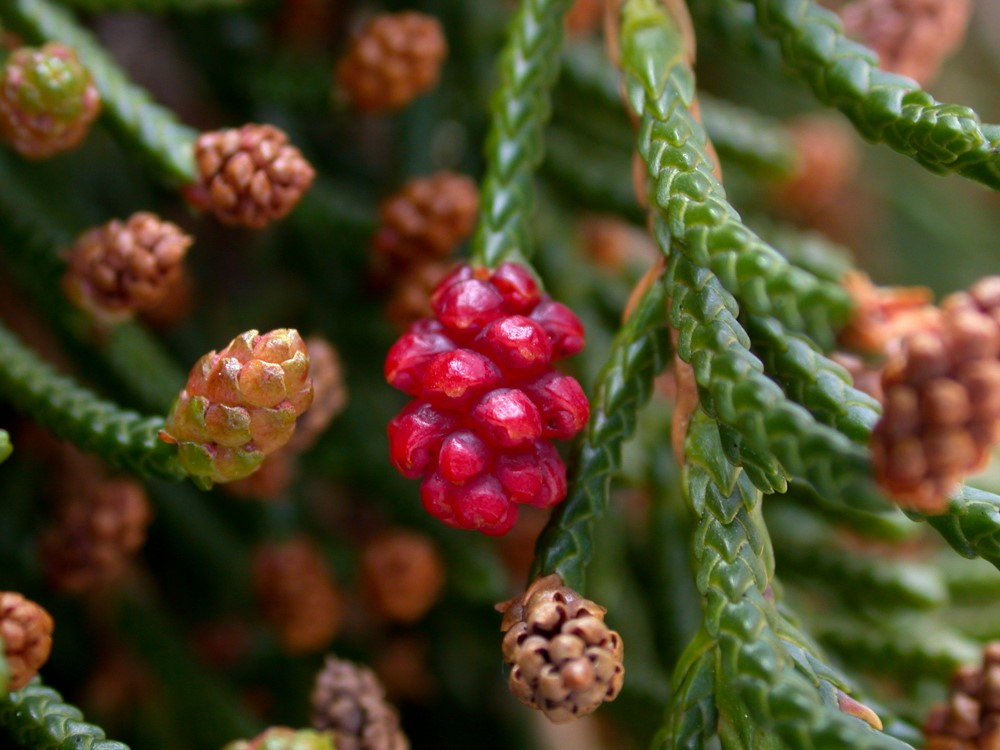
Mit Zapfen

## Verbreitung
Microcachrys tetragona ist heimisch im westlichen Tasmanien, auf den Gipfeln der westlichen Gebirgskette und Mount Lapeyrouse.

## Beschreibung
Es sind niedrige immergrüne Sträucher. Die schuppenförmigen Laubblätter sind etwa 1,5 mm lang und stehen in vier gleichmäßigen Reihen an den Zweigen.
Sie sind einhäusig getrenntgeschlechtig (monözisch). Die männlichen und weiblichen Zapfen stehen endständig auf verschiedenen Zweigen der gleichen Pflanze. Die weiblichen Zapfen sind 6 bis 8 mm lang. Die Samen sind von einem roten Arillus umgeben.

## Systematik
Microcachrys tetragona wurde 1843 durch William Jackson Hooker als Athrotaxis tetragona in seinem Werk "Hooker's Icones Plantarum", Band 6, Tafel 560 erstbeschrieben. Joseph Dayton Hooker, sein Sohn, stellte die Art schon 1845 als Microcachrys tetragona in die Gattung Microcachrys. Ein Synonym der Art ist Dacrydium tetragonum (Hook.) Parl.